# Kingdom (série de jeux vidéo)
Pour les articles homonymes, voir Kingdom.
Kingdom est une série de jeux vidéo de type city-builder initialement développée par Thomas van den Berg et Marco Bancale, désormais éditée et développée par Raw Fury.
Le premier opus, Kingdom: Classic, sort le 21 octobre 2015 et est suivi, en août 2016, par Kingdom: New Lands. Kingdom Two Crowns est le dernier jeu en date, et est publié le 11 décembre 2018.
Dans Kingdom, le joueur incarne un roi qui doit recruter des sujets, construire son royaume, étendre ses terres et les défendre contre des créatures ennemies qui veulent les piller. Le jeu se distingue des autres city-builders de par ses graphismes pixelisés et son gameplay en 2D où le joueur ne peut aller que vers la gauche ou la droite, avec des interactions simplifiées.

## Système de jeu
Dans Kingdom, le joueur incarne un souverain chevauchant une monture. Il ne peut aller que vers la gauche ou la droite, courir, et avoir une interaction simple avec un élément à proximité. Il évolue dans un monde en deux dimensions doté d'un cycle jour-nuit avec différentes régions, ainsi que différentes îles et un cycle de saisons pour les dernières versions.
Le monarque commence la partie avec quelques pièces d'or, qu'il peut utiliser pour recruter ses premiers sujets, construire des palissades ou former des archers. Au fur et à mesure que la partie avance, il peut agrandir son royaume, renforcer son armée et explorer de nouveaux endroits. Cependant, des « portails » sont disséminés à différents endroits du monde. La nuit, des créatures hostiles en sortent jusqu'à parvenir au royaume afin de l'attaquer. Si les murs ne sont pas suffisamment résistants, ou si les gardes ne les éliminent pas assez rapidement, ils vont pénétrer l'espace ainsi libéré et piller les sujets, ce qui leur fait perdre leur profession. Si une créature hostile parvient au corps à corps du monarque, celui-ci se fait attaquer, ce qui — pour la plupart des ennemis — lui fait perdre de l'or. Lorsqu'il n'a plus de pièces, sa couronne peut être volée, et lorsque les créatures y parviennent, la partie est terminée et perdue — le joueur doit alors recommencer depuis le début (excepté dans Kingdom Two Crowns où la totalité de la progression n'est pas effacée).
En fonction des versions, différents systèmes sont présents pour augmenter la puissance du royaume, et différents types d'ennemis peuvent apparaître — mais le but général du jeu reste de détruire tous les « portails » desquels sont générés les créatures hostiles avant qu'elles ne deviennent trop puissantes,,.

## Histoire
Au début des années 2010, Thomas van den Berg a l'idée d'un city-builder en deux dimensions, alors qu'il apprend l'animation. De cette idée naît de ses mains, en 2013, Kingdom premier du nom : un jeu Flash similaire à ce qui sera plus tard Kingdom: Classic, mais avec de nombreuses fonctionnalités en moins[source secondaire souhaitée].
C'est à ce moment-là que le projet d'en faire un jeu commercialisable émerge, et Thomas s'aide de Marco Bancale (alias Licorice) pour le développer. Kingdom: Classic sort finalement le 21 octobre 2015 sur Mac, Linux et Windows et est supporté par l'éditeur Suédois Raw Fury. Les musiques sont composées par Amos Roddy[source secondaire souhaitée].
En août 2016, un nouvel opus, Kingdom: New Lands voit le jour et est davantage considéré comme un remake du premier que comme une suite. Il apporte du nouveau contenu, tel que de nouvelles îles à explorer, de nouveaux types de villageois ou encore un système de saisons afin de diversifier le gameplay, qui avait généralement été considéré comme redondant pour Kingdom: Classic par la critique. Les joueurs ayant acheté le premier jeu ont eu accès à Kingdom: New Lands gratuitement.
En 2017 et 2018, des portages de Kingdom: Classic sont effectués sur diverses plateformes (Nintendo Switch, Xbox One, Android etc.), rapidement remplacés par les portages de New Lands.
Une réelle suite de Kingdom, développée intégralement par Raw Fury à l'aide de Coatsink, est publiée en décembre 2018 et inclut notamment la possibilité de jouer à deux, une amélioration du système de saisons, un nouveau système de biomes et de nouvelles montures.
Amos Roddy compose à nouveau la musique originale du jeu[source secondaire souhaitée], et Two Crowns est porté sur Xbox One, PlayStation 4 et Nintendo Switch.
En mai 2019, Raw Fury achète l'intégralité des droits de Kingdom à Thomas van den Berg, qui souhaite prendre de la distance avec sa création pour se concentrer sur d'autres projets. L'éditeur déclare également que le cumul du téléchargement de tous les jeux de la franchise atteint plus de 4 millions d'exemplaires en 2019. Le 2 avril 2020, Raw Fury annonce un portage sur mobile pour Kingdom Two Crowns, et la commercialisation de celui-ci sur Android et iOS débute le 28 avril 2020,.

## Accueil

### Kingdom: Classic
Les critiques de Kingdom sont globalement positives. Metacritic attribue une note de 74/100 au jeu,  PC Gamer 70/100, et Canard PC est plus sceptique, avec une note de 5/10. Le jeu est particulièrement retenu pour son originalité et son ambiance malgré un gameplay parfois répétitif, et est nommé à l'Independant Game Festival de 2016 pour son design.

### Kingdom: New Lands
New Lands bénéficie lui aussi d'un accueil positif. L'allongement de la durée de vie du jeu avec l'ajout de nouvelles îles est aprécié par la critique, il se voit donc attribuer une note de 17/20 sur Jeuxvideo.com ou de 7/10 sur KissMyGeek, bien qu'il reste répétitif pour d'autres, tel que LaboFnac qui le note d'un 3/5.

### Kingdom Two Crowns
Les critiques de Two Crowns sont également favorables : Metacritic lui attribue 84/100 et Gameblog 8/10.